# Eretrija
Eretrija (грч. Ερέτρια) je bio polis u Drevnoj Grčkoj, smješten na zapadnoj obali ostrva Evbeja, južno od Halkide, a nasuprot obale Atike preko uskog Evbejskog zaliva. Eretrija je bila važan grčki polis u 6. i 5. vijeku pne.. Međutim, još je u antici izgubila svoju važnost. 

## Spoljašnje veze
- ESAG - Eretria The Swiss School Website of the excavations at Eretria
- Perseus - Eretria Links to resources about ancient Eretria
- Greek Ministry of Culture Архивирано на веб-сајту  (23. август 2009)
- Eretria Ferry boats